# Макаиба (микрорегион)

Макаиба на карте.

Макаиба (порт. Microrregião de Macaíba) — микрорегион в Бразилии, входит в штат Риу-Гранди-ду-Норти. Составная часть мезорегиона Восток штата Риу-Гранди-ду-Норти. 
Население составляет 	288 836	 человек (на 2010 год). Площадь — 	2082,448	 км². Плотность населения — 	138,70	 чел./км².

## Демография
Согласно сведениям, собранным в ходе переписи 2010 г. Национальным институтом географии и статистики (IBGE), население микрорегиона составляет:						
| Полное население                             | Полное население                             | Полное население                             | Полное население                             | 288 836 |
| -------------------------------------------- | -------------------------------------------- | -------------------------------------------- | -------------------------------------------- | ------- |
| в том числе:                                 | Городское население                          | 179 836                                      | Процент городского населения, %              | 62,26   |
|                                              | Сельское население                           | 109 000                                      | Процент сельского населения, %               | 37,74   |
|                                              | Мужское население                            | 143 492                                      | Процент мужского населения, %                | 49,68   |
|                                              | Женское население                            | 145 344                                      | Процент женского населения, %                | 50,32   |
| Плотность населения, чел/км²                 | Плотность населения, чел/км²                 | Плотность населения, чел/км²                 | Плотность населения, чел/км²                 | 138,70  |
| Население микрорегиона в % к населению штата | Население микрорегиона в % к населению штата | Население микрорегиона в % к населению штата | Население микрорегиона в % к населению штата | 9,12    |

## Статистика
- Валовой внутренний продукт на 2003 год составляет 1 082 239 647,00 реалов (данные: Бразильский институт географии и статистики).
- Валовой внутренний продукт на душу населения на 2003 год составляет 4127,15 реалов (данные: Бразильский институт географии и статистики).
- Индекс развития человеческого потенциала на 2000 год составляет 0,670 (данные: Программа развития ООН).

## Состав микрорегиона
В составе микрорегиона включены следующие муниципалитеты:
1. Сеара-Мирин
2. Макаиба
3. Низия-Флореста
4. Сан-Гонсалу-ду-Амаранти
5. Сан-Жозе-ди-Мипибу